# 新橙皮糖
新橙皮糖是一种存在于部分黄酮类化合物中的二糖，常见于一些香蒲属植物中。 

## 新橙皮糖苷
- 矢车菊素-3-新橙皮糖苷[2]
- 翠雀花素-3-新橙皮糖苷[2]
- 野漆树苷（英语：Rhoifolin） / 芹菜素 7-O-新橙皮糖苷
- 杨梅黄酮-3-O-新橙皮糖苷（发现于苦蘵中）[3]
- 新橙皮苷（橙皮素（英语：hesperetin） 7-O-新橙皮糖苷）
- 新北美圣草苷（英语：Neoeriocitrin）（北美圣草素（英语：eriodictyol） 7-O-新橙皮糖苷）